# ألبرت أوكونور
ألبرت أوكونور هو عسكري كندي، ولد في 15 يوليو 1843 في كندا، وتوفي في 3 أبريل 1928 في أورتينغ في الولايات المتحدة.